# Žakovce
Žakovce este o comună slovacă, aflată în districtul Kežmarok din regiunea Prešov. Localitatea se află la altitudinea de 671 m deasupra n.m., se întinde pe o suprafață de 16,03 km2 și în 2017 număra 887 de locuitori.

## Istoric
Localitatea Žakovce este atestată documentar din 1209.

## Demografie
| An:                | 1994 | 2004    | 2014    | 2024   |
| ------------------ | ---- | ------- | ------- | ------ |
| Număr de persoane: | 568  | 709     | 861     | 863    |
| Diferență:         |      | +24,82% | +21,43% | +0,23% |

| An:                | 2023 | 2024   |
| ------------------ | ---- | ------ |
| Număr de persoane: | 860  | 863    |
| Diferență:         |      | +0,34% |